# Blackburn Aircraft
A Blackburn Aircraft foi uma empresa britânica que desenvolvia e produzia aeronaves que operariam sobre o mar, fosse em reconhecimento, transporte, ou simplesmente aeronaves para porta-aviões. Também produziam motores de aviões.
Fundada em 1911 por Robert Blackburn, tinha a sua sede em Brough, Yorkshire. Produziu aeronaves famosas como o Fairey Swordfish, o Fairey Barracuda e o Blackburn Buccaneer.
Em 1960, como parte da racionalização das empresas de produção de aeronaves, a Blackburn deixou de existir ao ser incorporada no grupo Hawker Siddeley.